# Linia tramwajowa nr 3 w Szczecinie
Linia tramwajowa nr 3 – linia tramwajowa w Szczecinie łącząca osiedla Zawadzkiego-Klonowica przez Niemierzyn, Niebuszewo, Śródmieście do Pomorzan.

## Historia linii

### Od 1897 r. do 1945 r.
Trasa linii została wytyczona w 1897 r. Było to pierwsze całkowicie od podstaw zbudowane torowisko dla tramwaju elektrycznego w Szczecinie. Na odcinku Pölitzer Straße (al. Wyzwolenia) od skrzyżowania z obecną ul. Kujawską do ul. Staszica pokrywała się z trasą pierwszej linii tramwaju konnego. Nowa linia została oznakowana kolorem pomarańczowym, a jej trasa prowadziła ulicami: Hauptbahnhof (Dworzec Główny) – Oberwiek (ul. Kolumba) – ulica przy Marktplatz (ul. Nowa) – Grüne Schanze (ul. Dworcowa) – Parade Platz (al. Niepodległości) – Moltke Straße (al. Wyzwolenia do pl. Rodła) – Pölitzer Straße (al. Wyzwolenia) do skrzyżowania z Friedeborn Straße/Grenz Straße (ul. H. Kołłątaja/ul. S. Staszica).
Jeszcze przed 1900 r. linię wydłużono przez Warsower Straße (ul. Krasińskiego) do przystanku końcowego przy Nemitzer Friedhof (Cmentarza Niemierzyńskiego) na Nemitzer Straße (ul. Niemierzyńskiej). Kolejne odcinki torów zbudowano: w 1906 r. do Bahndamm (wiaduktu kolejowego nad ul. Niemierzyńską), w 1907 r. przez Eckerberger Straße (ul. Arkońską) do skrzyżowania z Johannistal Straße (ul. Serbską) i w 1912 r. ostatni odcinek do krańcówki Eckerberger Wald (Las Arkoński). W międzyczasie w 1904 r. nadano linii numer 3, a w 1907 r. przy Nemitzer Straße oddano do użytku nową zajezdnię, później pod nazwą Niemierzyn. Wcześniej tramwaje korzystały z zajezdni przy Oberwiek (ul. Kolumba). W 1924 r. linię 3 wydłużono przez Pommerensdorfer Straße (ul. Chmielewskiego) do krańcówki Pommerensdorf (Pomorzany), a linię 4 – kursującą wcześniej do Pomorzan – skrócono do Dworca Głównego.
Przystanki na trasie według rozkładu jazdy z 1937 r.:
| Nazwa przystanku                   | Nazwa teraźniejsza i uwagi |
| ---------------------------------- | --- |
| Eckerberger Wald                   | Las Arkoński |
| Eckerberger Straße 38              | ul. Arkońska 38 |
| Nemitz                             | Niemierzyn (prawdopodobnie skrzyżowanie z ul. Tatrzańską)                                                                             |
| Kückenmühler Anstalten             | tereny obecnego Szpitala Wojewódzkiego                                                                                                |
| Messehallen                        | hale targowe przy skrzyżowaniu ul. Niemierzyńskiej z ul. Papieża Pawła VI                                                             |
| Schnellstraße (Nemitzer Friedhof)  | ul. J. Żupańskiego (Cmentarz Niemierzyński – ob. Ogród Dendrologiczny im. Kownasa), przy Straßenbahnhof Nemitz (Zajezdnia Niemierzyn) |
| Warsower Straße (Westendsee)       | ul. Z. Krasińskiego (Jezioro Rusałka)                                                                                                 |
| Friedebornstraße                   | ul. H. Kołłątaja |
| Schallehnstraße                    | ul. W. Felczaka |
| Gartenstraße                       | ul. Odzieżowa |
| Birkenallee (Ecke Deutsche Straße) | ul. J. Malczewskiego (róg ul. Wielkopolska)                                                                                           |
| Friedrich-Karl-Straße              | ul. J. Piłsudskiego |
| Kaiser-Wilhelm-Denkmal             | pomnik cesarza Wilhelma (przy skrzyżowaniu al. Wyzwolenia z al. Jana Pawła II, nie istnieje)                                          |
| Berliner Tor                       | Brama Portowa |
| Grüne Schanze                      | ul. Dworcowa |
| Hauptpost                          | Poczta Główna (obecnie Poczta nr 2, przy skrzyżowaniu ul. Nowej z ul. Nabrzeże Wieleckie)                                             |
| Hauptbahnhof                       | kolejowy Dworzec Główny |
| Straßenbahnhof Oberwiek            | Zajezdnia Tramwajowa „Górny Wik” ul. K. Kolumba (obecnie nie istnieje)                                                                |
| Bäckerberg                         | ul. Piekary |
| Hohles Tor                         | wiadukty kolejowe w ciągu ul. J. Dąbrowskiego – ul. W. Starkiewicza                                                                   |
| Schwarzer Damm                     | ul. Tama Pomorzańska |
| Martin-Luther-Straße               | ul. Świętego Józefa |
| Verbindungsstraße                  | ul. Szpitalna (dawniej prowadziła do skrzyżowania z ul. Z. Chmielewskiego)                                                            |
| Pommerensdorf                      | Pomorzany, skrzyżowanie ul. Z. Chmielewskiego i ul. Smolańskiej                                                                       |

Według tego samego rozkładu linia kursowała w dni robocze (Werktags) od godz. 4:30 rano do 1:30 w nocy, średnio co 6–12 minut. Po godz. 22:30 jej trasa ulegała skróceniu do krańcówki „Nemitz”.
W czasie II wojny światowej, nawet po nalotach alianckich na Szczecin w 1943 i 1944 r., dzięki ofiarnej pracy tramwajarzy przez większą część wojny udało się doprowadzić do w miarę normalnego kursowania.

### Po 1945 r.

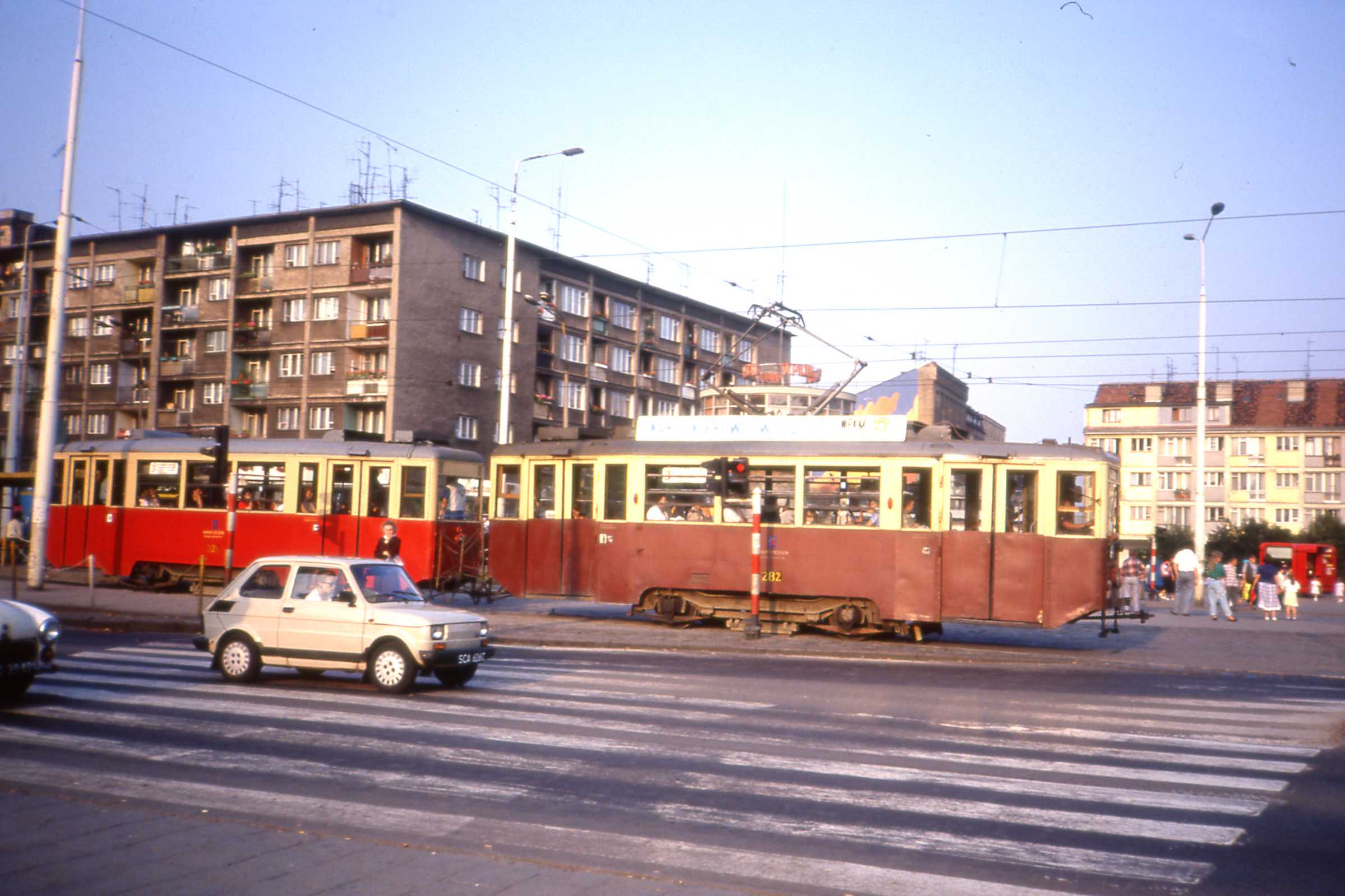
Skład tramwajów Konstal 4N+4ND na linii nr 3, 1990 r.

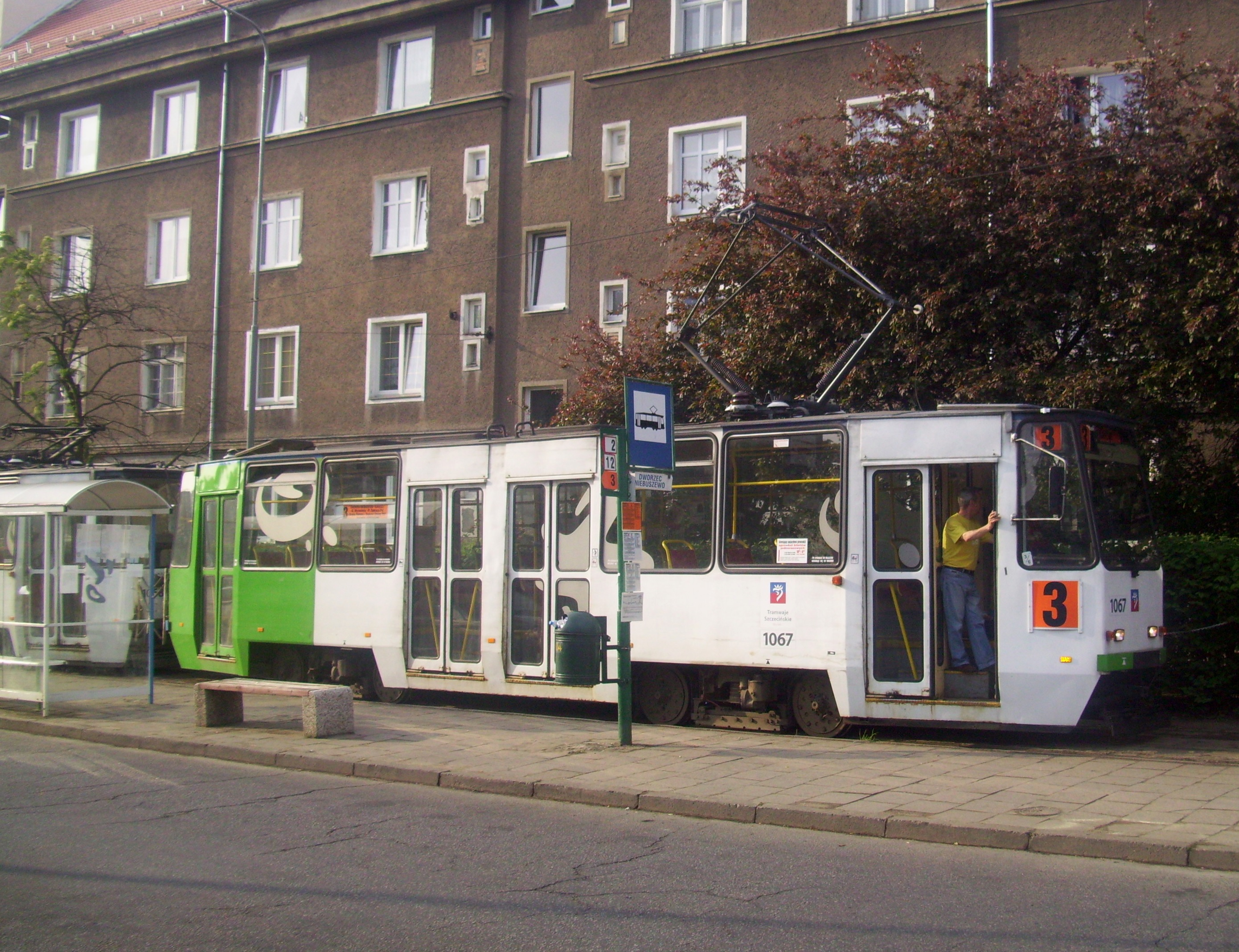
Tramwaje linii nr 3 podczas postoju na pętli Dworzec Niebuszewo, 2011 r.

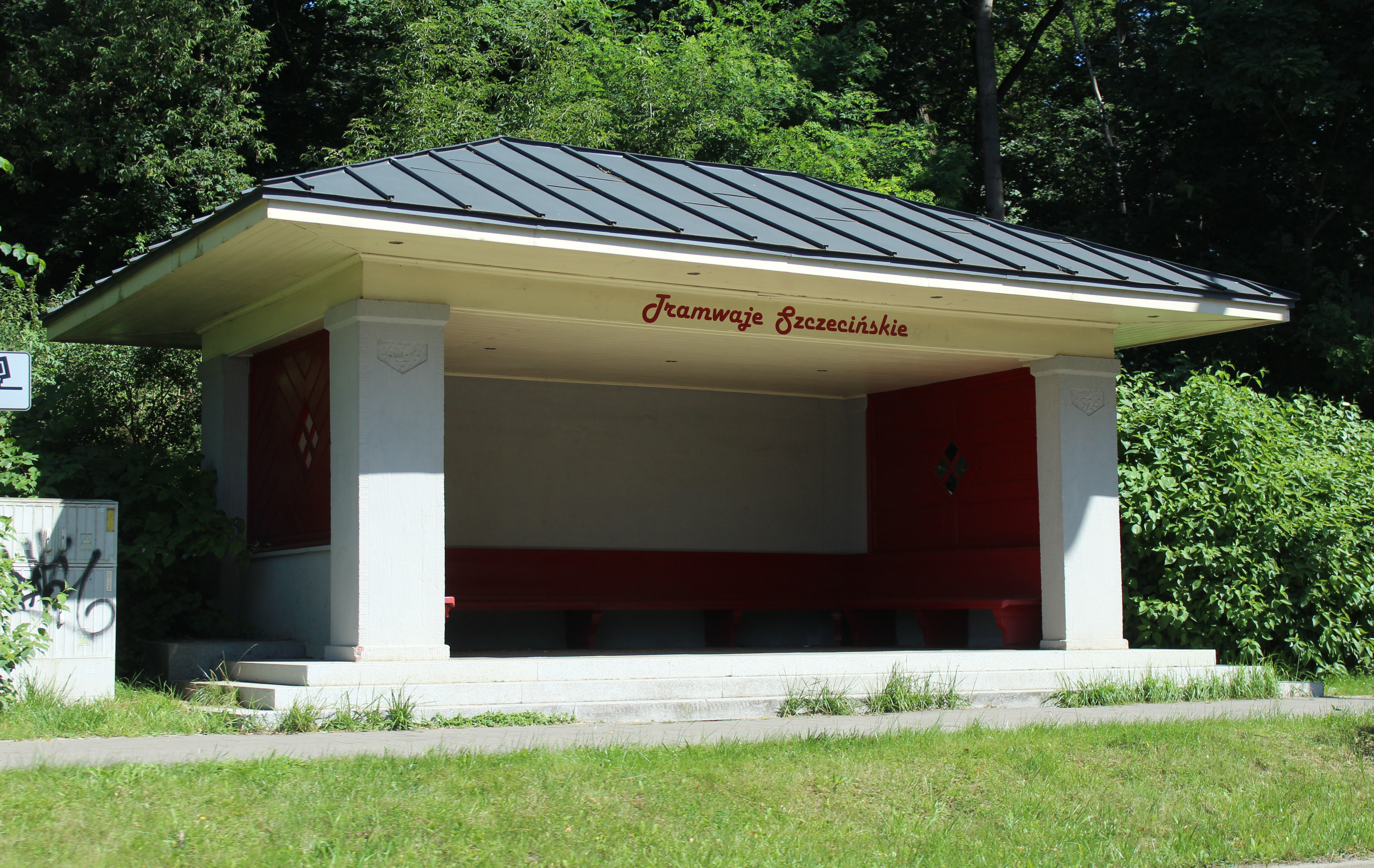
Zabytkowa wiata tramwajowa przy ul. Arkońskiej

Komunikację po zakończeniu II wojny światowej już w polskim Szczecinie zainaugurował 12 sierpnia 1945 r. tramwaj na linii nr 3 – przejechał on wówczas trasę z najmniej zniszczonej wówczas Zajezdni Niemierzyn do Bramy Portowej. Jeszcze w tym samym roku linia kursowała na trasie Las Arkoński – Dworzec Główny, a w 1947 r. przywrócono historyczną trasę (do Pomorzan). Pierwszym tramwajem był wagon typu Niska o numerze bocznym 200 (sprowadzony w 1942 r.). Jego eksploatacja zakończyła się w 1974 r., kiedy został oddany do kasacji.
Nazewnictwo ulic na trasie w latach powojennych (jeśli były inne niż obecnie):
- ul. Wilsona (później: ul. Rewolucji Październikowej) – ul. Niemierzyńska
- ul. Roosevelta – al. Wyzwolenia od ul. Krasińskiego do pl. Rodła
- księcia Jaromira – al. Wyzwolenia – od pl. Rodła do pl. Żołnierza Polskiego

1 sierpnia 1959 r. istniejącą wówczas krańcówkę przy Lesie Arkońskim zmieniono w tradycyjną pętlę tramwajową, a 23 grudnia 1961 r. oddano torowisko w ciągu ul. Smolańskiej i nową pętlę na Pomorzanach przy skrzyżowaniu z ul. Budziszyńską, dokąd przedłużono także torowisko linii nr 4 z al. Powstańców Wielkopolskich. Wcześniej trasa linii nr 4 kończyła się na wysokości Szpitala Klinicznego nr 2 PAM. W 1960 r. uruchomiono linię nocną kursującą w godzinach od 23:00 do ok. 5:00 na trasie linii dziennej, oznaczono ją jako 3N. 1 lipca 1996 r. zlikwidowano linię nocną 3N, a dokładnie 5 miesięcy później pozostałe linie tramwajowe nocne, zastępując je siecią połączeń autobusowych.
W międzyczasie trasa linii 3 zmieniała się tylko z powodu remontów:
- od 15 września 1960 do 18 października 1960 (?) – trasa zmieniona od Lasu Arkońskiego przez Plac Rodła, Dworcową, Jana z Kolna do Stoczni Szczecińskiej.
- Od 1964 r. do 1983 r. w kierunku Lasu Arkońskiego przez Nabrzeże Wieleckie i Wielką (później: Wyszyńskiego)
- w 1968 r. na trasie Las Arkoński – Zajezdnia Niemierzyn po jednym torze.
- od 30 lipca 1985 do 21 stycznia 1990 – remont ulic Kolumba i Chmielewskiego – skrócenie trasy do ul. Dworcowej.
- od 3 stycznia 1994 do 26 lipca 1997 – z powodu złego stanu torowiska w ciągu ulic Niemierzyńskiej i Arkońskiej:
  - do 30 czerwca 1995 – skrócenie trasy do Dworca Niebuszewo
  - 1 lipca 1995 – zawieszenie linii
  - 6 listopada 1995 – przywrócenie linii na skróconej trasie do Zajezdni Niemierzyn.
- od 6 października 1996 do 31 maja 1997 – remont Nowej – 3 przez ul. Wyszyńskiego i Nabrzeże Wieleckie.
- od 8 lipca 1998 do 5 września 1998 – remont al. Niepodległości – zawieszenie linii 3, do Lasu Arkońskiego kursowała linia 1
- od 6 sierpnia 2001 do 29 października 2001 – budowa ronda Giedroycia – skrócenie trasy linii 3 do Placu Rodła.
- od 7 do 25 sierpnia 2008 – podmycie torów w ul. Kolumba – skrócenie trasy do ul. Dworcowej.
- od 20 do 26 października 2008 – budowa sieci kanalizacyjnej i wodociągowej na ul. Kolumba – skrócenie trasy do ul. Dworcowej.
- od 26 marca do 21 września 2012 – remont ul. Arkońskiej i Niemierzyńskiej – skierowanie trasy do Dworca Niebuszewo. 22 września jedną z brygad obsługiwał skład wozów Konstal N (patrz także: Dzień bez Samochodu).
- od 4 lipca do 31 sierpnia 2011 – remont al. Niepodległości – trasa okrężna Pomorzany – Dworzec Gł. – Brama Portowa – Plac Kościuszki – Pomorzany, oznaczenie linii jako 3P i 3L.
- od 7 kwietnia do 30 listopada 2015 – remont wschodniej części al. Niepodległości i korki w rejonie ul. Nowej – skierowanie trasy przez ul. Nabrzeże Wieleckie i ul. Wyszyńskiego
- od 4 lutego 2019 do 20 lipca 2019 – rozbudowa pętli tramwajowej Las Arkoński w związku z budową nowej linii tramwajowej – skierowanie trasy do Dworca Niebuszewo[1].

3 listopada 1996 r. był ostatnim dniem kursowania tramwajów typu Konstal N na linii dziennej, obsługiwały one wówczas linię 3. 1 października 2004 r. na linię 11 wyjechał ostatni tramwaj z Zajezdni Niemierzyn, odtąd obsługę linii przejęła Zajezdnia Tramwajowa Pogodno, a samą zajezdnię przekształcono z dniem 1 stycznia 2006 r. w Muzeum Techniki i Komunikacji „Zajezdnia Sztuki”. 28 lutego 2007 r. był ostatnim dniem kursowania tramwajów typu Konstal 102Na i również w tym przypadku ostatni z nich zjechał do zajezdni po obsłudze na linii 3. 15 czerwca 2007 r. wiata przystankowa przy pętli Las Arkoński (istniejąca od lat 20. XX w., obecnie po remoncie, została wpisana do rejestru zabytków).
25 lipca 2020 r. część kursów wydłużono przez nowo wybudowany odcinek na ul. Arkońskiej do Zajezdni Pogodno. W grudniu 2021 linię przedłużono do nowej pętli Osiedle Zawadzkiego. W związku z rozpoczęciem tzw. „rewolucji torowej”, czyli wielką przebudową torowisk w centrum Szczecina, od 29 maja 2021 r. „Trójkę” zawieszono (w zamian do Lasu Arkońskiego kursowały linie 5 i 12). Przywrócono ją 18 grudnia 2021 r. na okrojonej trasie Osiedle Zawadzkiego – Kołłątaja (gdzie następowało trójkątowanie składu), a 27 czerwca 2022 r. od ronda Giedroycia trasę zmieniono do Dworca Niebuszewo. 22 kwietnia 2023 r. nastąpiło skrócenie trasy do przystanku Boguchwały, ponownie z koniecznością trójkątowanie składu. 8 lipca 2023 r. po otwarciu al. Wyzwolenia dla ruchu tramwajowego linię 3 zawieszono. Linię przywrócono 18 marca 2024 r. z Osiedla Zawadzkiego do Bramy Portowej i dalej zmienioną trasą do Potulickiej.
21 grudnia 2024 roku linia powróciła na stałą trasę (Osiedle Zawadzkiego <-> Pomorzany).

### Dane statystyczne
- Liczba przystanków:
  - 28 (w kierunku Osiedla Zawadzkiego 29), w tym 6 „na żądanie”
- Długość trasy: ok. 10,4 km
- Czas przejazdu: 36-37 min.
- Częstotliwość kursowania:
  - dni robocze: do 20:00 co 15 min., po 20:00 co 20 min.,
  - soboty: do 9:00 i po 18:00 co 20 min., reszta dnia co 15 min.
  - niedziele i święta: cały dzień co 20 min.
- Obsługująca zajezdnia: Pogodno (al. Wojska Polskiego 200), wcześniej: 1897-1912 – zajezdnia przy ul. Kolumba, 1912-2004: Zajezdnia Niemierzyn, do 2020: Zajezdnia Golęcin
- Tabor: Pesa Swing 120NaS i 120NaS2, 2× Tatra KT4DtM, 2× Konstal 105Ng/2015, 2× Tatra T6A2, 2× 105N2k/2000, 2× Moderus Alfa, Moderus Beta